# Франц Екерле
Франц Екерле (нім. Franz Eckerle; 24 квітня 1912 — 14 лютого 1942) — німецький льотчик-ас, гауптман люфтваффе (1 червня 1941). Кавалер Лицарського хреста Залізного хреста з дубовим листям.

## Біографія
З 1939 року — командир 3-ї ескадри 76-ї винищувальної ескадри. Учасник Польської і Французької кампаній. З 4 червня 1940 року — командир 6-ї ескадрильї 54-ї винищувальної ескадри. Учасник Німецько-радянської війни, командир 1-ї ескадрильї 54-ї винищувальної ескадри, з 20 грудня 1941 року — 1-ї групи своєї ескадри. 14 лютого 1942 року його літак був збитий в бою з радянськими винищувачами. Екерле здійснив вимушену посадку на території, контрольованій радянськими військами, і був вбитий радянськими піхотинцями.
Всього за час бойових дій здійснив 295 бойових вильотів і збив 62 ворожих літаки (з них 56 радянських).

## Нагороди
- Нагрудний знак пілота (4 липня 1935)
- Медаль «За вислугу років у Вермахті» 4-го класу (4 роки)
- Залізний хрест
  - 2-го класу (13 вересня 1939)
  - 1-го класу (11 серпня 1940)
- Почесний Кубок Люфтваффе (19 грудня 1940)
- Лицарський хрест Залізного хреста з дубовим листям
  - лицарський хрест (18 вересня 1941) — за 30 повітряних перемог.
  - дубове листя (№ 82; 12 березня 1942, посмертно) — за 59 повітряних перемог.
- Авіаційна планка винищувача в золоті з підвіскою «200»